# 福爾圖納托·帕卡維拉
福爾圖納托·帕卡維拉（1978年7月27日—）是一名安哥拉划艇運動員，曾代表國家參加2012年倫敦奧運的男子單人1000米獨木舟比賽及男子雙人1000米獨木舟比賽，並未獲得獎牌。